# (13328) Guetter
(13328) Guetter (1998 SP24) – planetoida z pasa głównego asteroid okrążająca Słońce w ciągu 5,27 lat w średniej odległości 3,03 j.a. Odkryta 17 września 1998 roku.